# 山田忠雄
山田忠雄（日语假名：やまだ ただお，1916年8月10日—1996年2月6日），日本的国语学者、辞典编辑者。日本大学名誉教授。
毕业于东京帝国大学文学部国文科，曾經擔任《新明解国语辞典》的主编。